# Netetikette
Netetikette (populærform netikette), der findes ingen formelle regler om opførsel på Internettet. 
Nettet er verdensomspændende, har ingen ejer og af samme grund er der ingen som har ansvaret for hvad som bliver bragt og som individuel bruger bør egen sunde fornuft og almene etiske regler være udslagsgivende for opførsel på nettet.
Brugen af nettet spænder over et stort område som blandt andet omfatter e-mail, chat, websideer, Wikipedia, VoIP, Video on demand, Online booking og andet, hvorfor netetikker bliver områdebestemt.
Generelt bør man eksempelvis når man e-mailer og chatter være venlig, kortfattet, præcis og opfør dig mod andre som du selv ønsker andre opfører sig mod dig samt besvare alle rimelige henvendelser. 
Etikette bliver ikke altid fulgt hvilket ses af omfattende mailbombning, uforskammede mails, pornobilleder og chikaner, som må opfattes som misbrug af den givne frihed.